# Gostosevci
Gostosevci ali Plejade (Messier 45, M45) so odprta zvezdna kopica v ozvezdju Bika. Je ena od nam najbližjih razsutih kopic, saj je oddaljena le 380 sv. l., pa tudi ena najdlje znanih. S starostjo približno 20 milijonov let je tudi zelo mlada (za zvezdno kopico).

## Osnovni podatki
- Svetlost na površino: 1m2/2°
- Rektascenzija: 3h 47m 24s
- Deklinacija: +24° 7′

## Zvezde
V kopici je na območju, velikem malo več kakor kvadratno stopinjo, zbranih 7 najsvetlejših zvezd. To so η oz. Alkijona (2m9), Atlas (3m6), Elektra (3m7), Maja (3m9), Meropa (4m2), Tajgeta (4m3) in Plejona (5m1). Svetlejši sta tudi Kelena (5m4) in Steropa (5m6). Vseh zvezd v Gostosevcih je približno 500.

### Meglica
Meglica, ki se vidi v srednje velikih ljubiteljskih teleskopih, najbolje pa na fotografijah, ni meglica, iz katere so zvezde nastale, kot bi marsikdo sicer mislil, temveč plinski oblak, skozi katerega naključno potujejo. Torej kakor avto, ki zapelje v meglo in jo razsvetli z žarometi.

## Zgodovina
Zaradi svoje svetlosti so Gostosevci ena najzgodnejših znanih kopic. Imajo mesto že v starogrški mitologiji, kjer so bile Plejade sestre, ki so nosile ambrozijo in nektar na Olimp. V Svetem pismu so omenjene kar trikrat (Job 9:9 in 38:31 ter Amos 5:8).
Uporabljali so jih za preskušanje vida, saj povprečen opazovalec v temni noči vidi 6 ali 7 zvezd, ostrook pa več kot 10 ali celo 20 (v popolni temi). Tako so Gostosevci najstarejši test za vid.